# Lifes Rich Pageant
Lifes Rich Pageant es el cuarto álbum de la banda estadounidense R.E.M., pionera del rock alternativo.

## Lista de canciones
(Todas las canciones, salvo las indicadas, están escritas por Bill Berry, Peter Buck, Mike Mills y Michael Stipe.
1. «Begin the Begin» – 3:28
2. «These Days» – 3:24
3. «Fall on Me» – 2:50
4. «Cuyahoga» – 4:19
5. «Hyena» – 2:50
6. «Underneath the Bunker» – 1:25
7. «The Flowers of Guatemala» – 3:55
8. «I Believe» – 3:49
9. «What If We Give It Away?» – 3:33
10. «Just a Touch» – 3:00
11. «Swan Swan H» – 2:42
12. «Superman» (Gary Zekley, Mitchell Bottler) – 2:52

## Miembros
- Bill Berry (batería y voz)
- Peter Buck (guitarra)
- Mike Mills (bajo y voz)
- Michael Stipe (voz)